# Ottenhöfen im Schwarzwald
Ottenhöfen im Schwarzwald es un municipio en el distrito de Ortenau en Baden-Wurtemberg, Alemania, de unos 3300 habitantes que está ubicado a una altitud de 300 a 1050 m s. n. m. en la Selva Negra Septentrional 35 km al nordeste de Offenburg.

## Puntos de interés
- Cascada de la tumba de la hidalga (Edelfrauengrabwasserfall)[3]
- Cresta de Karlsruhe (Karlsruher Grat)